# 片山義美

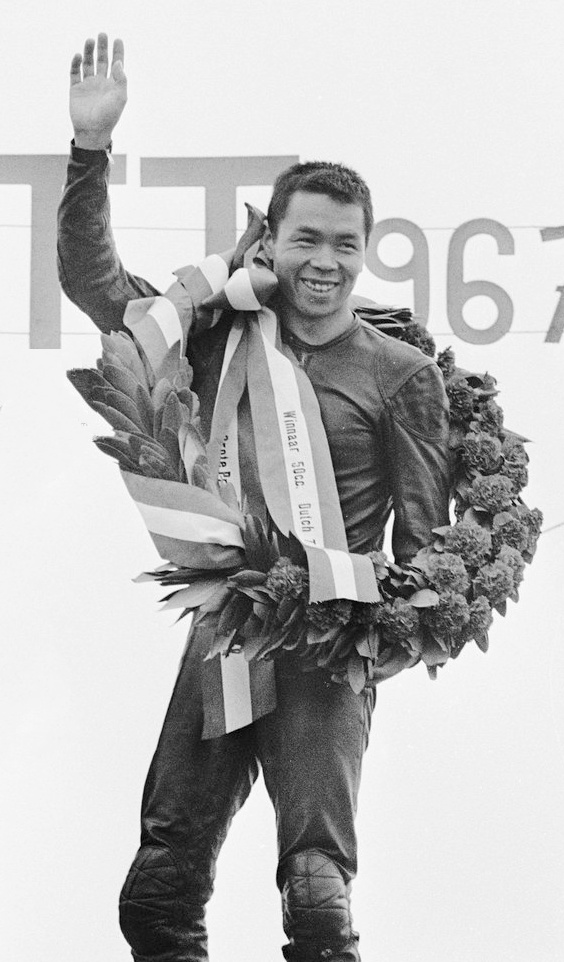
1967年

片山 義美（かたやま よしみ、1940年5月15日 - 2016年3月26日）は、日本の元レーシングライダー、レーシングドライバー。兵庫県出身。

## 経歴
1961年の第4回全日本クラブマンレース（2輪）でデビューし、350ccクラスで優勝。圧倒的な速さから「関西の怪童」の異名を取る。いわゆる「健二郎学校」（田中健二郎主宰のホンダ系チーム）を経てヤマハワークス入りし、国内レースに参戦。優勝など好成績を収めた。
1963年末にヤマハを離れ、スズキワークスに移籍。1966年からロードレース世界選手権（世界グランプリ）に本格参戦を果たし、1967年の50ccクラスで世界ランキング2位を獲得する（当時の日本人ライダーとして最上位）。50cc、125ccで数多くの優勝と入賞の実績を残すが、スズキが1967年限りで世界GP参戦を中止したため、世界GPでの活躍は終了した。
スズキと契約している時期に、4輪のマツダと2重契約する形になり、1964年の第2回日本グランプリで4輪レースにデビュー（マツダ・キャロル）。スズキでの世界GP出場と、マツダでの4輪レース活動が並行して行われる格好になった。
1960年代末以降はマツダでの4輪レースに専念し、主として欧州や東南アジアなどの海外レースで活躍。1967年のマカオグランプリではマツダ車で2位を獲得。当時マツダが発売したばかりのロータリーエンジン車を駆り、耐久レースなどでロータリーの信頼性の高さを示す役割を果たした。
1969年末からは日本国内のレースに本格的に参戦。ロータリーマシンにより、当時ツーリングカーの王者だった日産・スカイラインGT-R打倒を目指す。片山をリーダーとするマツダ系ドライバーは、ファミリアロータリークーペ、カペラ、マツダ・サバンナRX-3とマシンを変えながらGT-R勢を追い上げ、1972年末にはGT-Rを圧倒した（ワークスGT-Rのレース参戦を中止に追い込む）。
また1960年代末から神戸市須磨区の「片山マツダスポーツ」を拠点に、カワサキワークス系オートバイレースチーム「木の実レーシング」を主宰。金谷秀夫、星野一義、片山敬済、歳森康師、江崎正、毛利良一などの門下生を育てた。
その後も富士グランチャンピオンレース、F2やFJ1300やFL500などのフォーミュラレース、デイトナ24時間レースやル・マン24時間レースなどの耐久レースで活躍する。弟（異父弟）の従野孝司もマツダのロータリーで活躍し、ロータリーブラザーズと呼ばれた。
マツダはル・マン用グループCカーのエンジンを3ローター・ターボと決定しかけていたが、片山が「耐久性と扱いやすさから4ローター・NAが有利」と進言。片山の意見が採用されたと雑誌のインタビューで語っている。
長期間に渡ってトップドライバーとして活躍していたが、後年はプロのレーシングドライバーとしては体力が衰えてきた。1998年にはオークラロータリーレーシングよりGT300に参戦したが、目立った成績は残せなかった。
引退後、兵庫県三木市を拠点とする「カタヤマヨシミプロモーター」を設立、代表取締役社長を務める。「KY-PROMOTOR」ブランドのオリジナル商品も開発中。またマツダの新型車開発におけるテストドライバーを務め、マツダ社内テストドライバーの育成を手がけるなど、レースからの引退後もドライバーとしては現役であった。
2016年4月に入り、折より体調を崩していた中、3月26日に死去していたことがカタヤマヨシミプロモーターより公表された。75歳没。

## エピソード

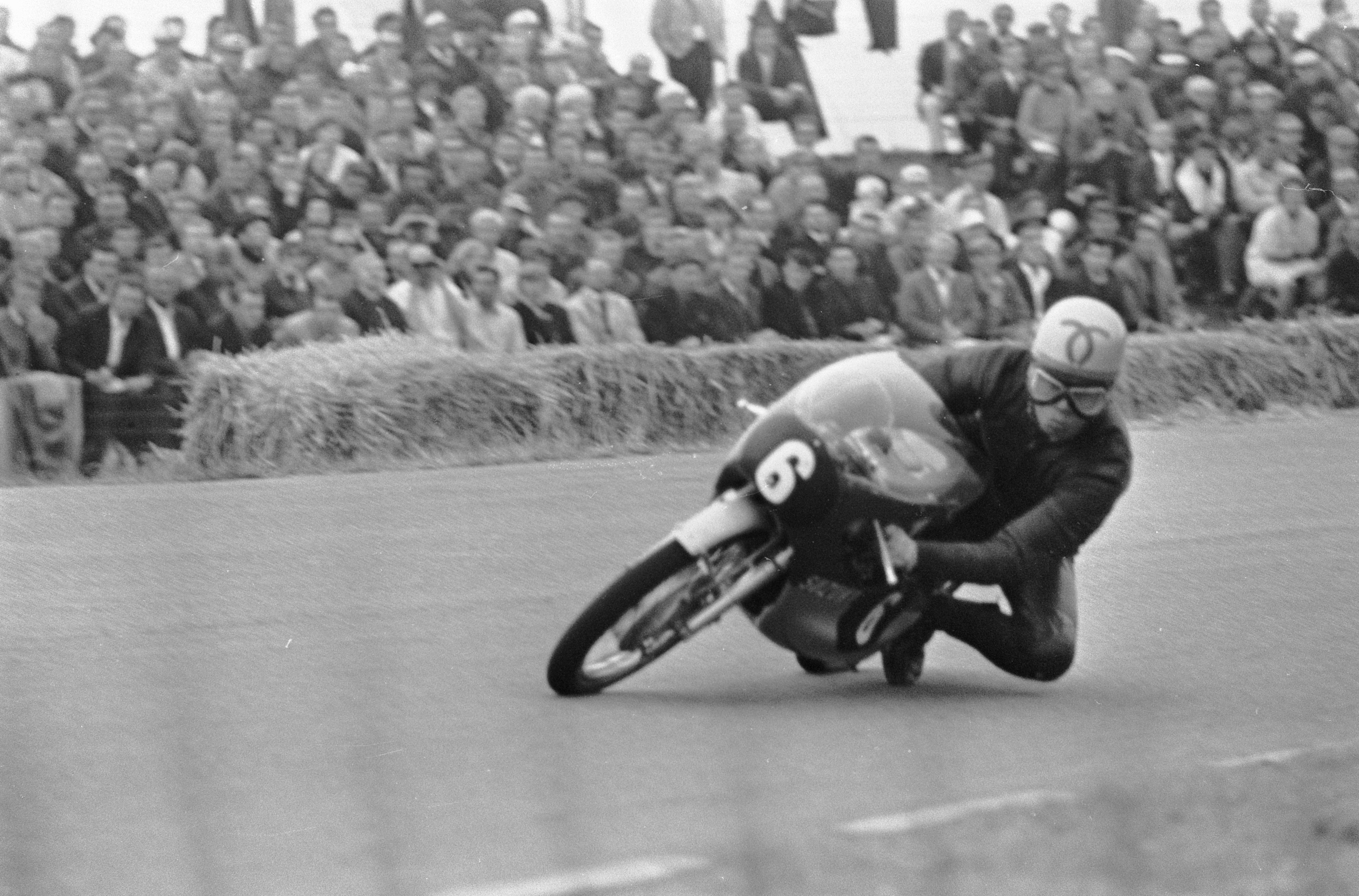
片山義美 (1967)

- 継父（従野孝司の父）から「お前に食べさせる飯が惜しい」と疎外されるなど家庭環境が複雑だったと雑誌のインタビューに答えて語っている。中学卒業後に「何かパッと死ねる方法は無いか」と考えて知人に「ヤクザになれば派手な出入りで死ねるだろう」と相談すると、その知人から「きょうび、命を張るような仕事は5年にいっぺんくらいのもんや」といわれ「オートバイレーサーなら死ぬ確率が高いだろう」とレーシングライダーを志したという[4]。バイク店に住み込みで勤め、六甲山の峠道で毎朝バイクを走らせトレーニングを積んだ（いわゆる「六甲伝説」）。
- ヤマハワークス在籍中、ヤマハのエースだった伊藤史朗より好タイムを出したため、伊藤と確執が生じチームを去る結果になったという。
- スズキワークスライダーとしてマン島TTレースに出場した際、当時マイク・ヘイルウッド以外は不可能と言われた前後輪ドリフト走行にぶっつけ本番で挑戦し成功。現地紙に「10年に一人の天才ライダー」と書き立てられた。
- 日本人ライダーとしては早期にハングオフライディングを行い、先輩格の田中健二郎から「邪道だ」と非難された。しかし片山の速さや実績から、田中は後に片山のライディングを肯定するようになったと言われる。
- 現役当時の凛とした、しかし野武士のような強烈な佇まいから、ジャーナリストが「日本刀が抜き身で立っているようだ」と評した[5]。
- 引退後から死去まで20年以上もマツダと契約し、現役時から数え40年以上に渡るマツダ契約ドライバーの経歴から、殊にロータリーエンジンの発展には、その卓越した運転技術と車両開発能力で多大な貢献をし、「片山が居なければル・マンの優勝は無かった」とする向きも多い。
- 2011年のMFF片山義美トークショーに於いて司会者よりSKYACTIV TECHNOLOGYの量産車搭載機能である、i-DM（インテリジェント・ドライブ・マスター）システム内のドライビング評価機能は片山のドライビングデータがスコア判断基準データになっているとの紹介があった。
- サバンナを操ったドライバーで最も好成績をおさめていた事から、通称「ロータリー使い」とも呼ばれていた。
- サバンナがレースシーンでデビュー前にはカペラやファミリアに乗っていたが、カペラはエンジンパワーこそあったものの車重が重く、対するファミリアはパワーが不足の為、スカイラインGT-Rには太刀打ち出来なかった。そこで片山は会社に直談判、「サバンナを導入して欲しい」と訴え、スカイラインGT-Rの50連勝をストップさせた。

## レース戦績

### FJ1300
| 年     | マシン                        | 1       | 2       | 3       | 4       | 5     | 6    | 7     | 8   | 順位 | ポイント |
| ------ | ----------------------------- | ------- | ------- | ------- | ------- | ----- | ---- | ----- | --- | ---- | -------- |
| 1973年 | コジマ・KE-FJ-1               | SUZ Ret | FSW 5   | FSW 4   | NOR     | TSU1  | TSU2 | FSW   |     | 位   |          |
| 1975年 | コジマ マーチ・743 無限       | SUZ     | SUZ Ret | SUZ Ret | FSW Ret | FSW   | NIS  | SUZ 3 | SUZ | 位   |          |
| 1976年 | ロッキーマルチスペシャル FJ03 | SUZ 5   | FSW 1   | SUZ 3   | SUZ 6   | SUZ 4 |      |       |     | 位   |          |

### 全日本F2選手権
| 年     | 所属チーム    | 車番 | 1     | 2   | 3     | 4       | 5     | 6     | 7   | 順位 | ポイント |
| ------ | ------------- | ---- | ----- | --- | ----- | ------- | ----- | ----- | --- | ---- | -------- |
| 1979年 | コジマ・KE011 | 10   | SUZ 9 | NIS | SUZ 4 | FSW Ret | SUZ 6 | SUZ 6 | SUZ | 9位  | 24       |

### デイトナ24時間レース
| 年度   | 決勝    | クラス成績         | 予選     | チーム | コ・ドライバー      | マシン       |
| ------ | ------- | ------------------ | -------- | ------ | ------------------- | ------------ |
| 1979年 | 総合5位 | IMSA-GTUクラス優勝 | 総合32位 | マツダ | 寺田陽次郎 従野孝司 | マツダ・RX-7 |
| 1982年 | 総合4位 | IMSA-GTOクラス優勝 | 総合20位 | マツダ | 寺田陽次郎 従野孝司 | マツダ・RX-7 |

### ル・マン24時間レース
| 年度   | 決勝                     | クラス成績               | 予選     | コ・ドライバー                        | マシン              |
| ------ | ------------------------ | ------------------------ | -------- | ------------------------------------- | ------------------- |
| 1983年 | 総合12位                 | Cジュニアクラス優勝      | 総合44位 | 寺田陽次郎 従野孝司                   | マツダ・717C        |
| 1984年 | 総合10位                 | C2クラス優勝             | 総合39位 | ジョン・オースチン ジョン・モートン   | ローラ・T616-マツダ |
| 1985年 | 総合24位                 | C2クラス6位              | 総合44位 | 寺田陽次郎 従野孝司                   | マツダ・737C        |
| 1986年 | リタイア（ギアボックス） | リタイア（ギアボックス） | 総合25位 | 寺田陽次郎 従野孝司                   | マツダ・757         |
| 1987年 | リタイア（エンジン）     | リタイア（エンジン）     | 総合27位 | 寺田陽次郎 従野孝司                   | マツダ・757         |
| 1988年 | 総合17位                 | GTPクラス2位             | 総合29位 | デイビッド・レズリー マルク・デュエツ | マツダ・767         |
| 1990年 | 総合20位                 | GTPクラス優勝            | 総合34位 | 寺田陽次郎 従野孝司                   | マツダ・767B        |

### 全日本GT選手権
| 年     | チーム                           | 使用車両         | クラス | 1       | 2   | 3       | 4       | 5   | 6    | 7    | 順位 | ポイント |
| ------ | -------------------------------- | ---------------- | ------ | ------- | --- | ------- | ------- | --- | ---- | ---- | ---- | -------- |
| 1997年 | シミズレーシングエンタープライズ | ポルシェ・911RSR | GT300  | SUZ Ret | FSW | SEN     | FSW     | MIN | SUGO |      | NC   | 0        |
| 1998年 | オークラロータリーレーシング     | マツダ・RX-7     | GT300  | SUZ     | FSW | SEN DNQ | FSW Ret | TRM | MIN  | SUGO | NC   | 0        |